# Radomíra Ševčíková
Radomíra Ševčíková (25 de octubre de 1972) es una deportista checa que compitió en halterofilia. Ganó una medalla de oro en el Campeonato Europeo de Halterofilia de 1999, en la categoría de 75 kg.

## Palmarés internacional
| Campeonato Europeo | Campeonato Europeo | Campeonato Europeo | Campeonato Europeo |
| Año                | Lugar              | Medalla            | Categoría          |
| ------------------ | ------------------ | ------------------ | ------------------ |
| 1999               | La Coruña (España) | Medalla de oro     | 75 kg              |